# Тортиля
Тортилята или тортия (на испански: tortilla) е кръгла и тънка питка от царевично или пшеничено брашно без мая.
Употребява се главно в мексиканската кухня – в Мексико е едно от националните ястия, и в страните от Централна Америка, САЩ и Канада.